# مصطفى مخلوف
مصطفى محمد مخلوف أمين (مواليد 16 مايو 2003) هو لاعب كرة قدم مصري يلعب في مركز حارس المرمى مع النادي الأهلي في الدوري المصري الممتاز كما أنه حارس مرمى مع المنتخب المصري تحت 20 عام.

## الإنجازات
الأهلي
- الدوري المصري الممتاز (1): 2022-23
- كأس مصر (1):2022–23
- كأس السوبر المصري (1): 2023–24
- دوري أبطال أفريقيا (1): 2023–24